# Drempelprijs (Rotterdam)
De Drempelprijs van de gemeente Rotterdam is een lokale aanmoedigingsprijs voor de meest veelbelovende afstuderende leerling van Willem de Kooning Academie ingesteld in 1962 op initiatief van de Rotterdamse Kunststichting.
Deze lokale kunstprijs wordt al vanouds uitgereikt in een drietal categorieën. In het eerste jaar in 1962 waren dit de vrije schilderkunst, de vrije grafiek, en de monumentale en versierende kunst. Later in het jaar volgde een expositie van dat werk in het Lijnbaancentrum in de Rotterdamse binnenstad.
In een nieuwe vorm wordt de drempelprijs uitgereikt in drie andere categorieën: autonome kunst, toegepaste kunst en kunstonderwijs. In de stad Groningen wordt een vergelijkbare Drempelprijs uitgereikt. 

## Winnaars (selectie)
- 1962. Joop van Meel (vrije schilderkunst);[4] Ton van Os (vrije grafiek); Carla Kaper (monumentale en versierende kunst)[5]
- 1963. Rob Figee.[6]
- 1964. Liesbeth Durivou-Huser (schilderkunst); H. Schuurman (grafiek); Maria Carlier (monumentale kunst); en A. de Ruiter (beeldhouwkunst).[7]
- 1965. Simone Dettmeijer[8]
- 1968. Ad Schouten[9]
- 1970. Marleen Felius, Arie van Geest en Sjef Henderickx[10] (vrije teken-, schilder-, en grafische kunst); Dineke de Boer (Monumentale vormgeving); Lucien den Arend en John den Blanken (Plastische vormgeving)[11]
- 1971. Jack de Coninck, Frank Oudshoorn, Nienke van Kampen, Will Rockx, Henk Groeneveld, Jan van Vliet en projectgroep Witte (Hans Ditters, Nicolette en Nico van der Dool).[12]
- 1972. Bert Gort (avondopleiding tekenen, schilderen, ontwerpen); Ed Kruijer en Rick Vermeulen (dagopleiding publiciteit).[13]
- 1973. Leo Leewis (stipendium); Ben Sleeuwenhoek, Maria Beatriz Matias en Peter Verhoef (aanmoedigingsprijzen)[14]
- 1976. Pablo Rueda Lara (stipendium)[15]
- 1978. Anton Vrede
- 1980. Abandon[16]; aanmoedigingsprijs voor Marian de Hoog (ruimten) en Hans Leutscher (sculpturen en papierreliefs)[17]
- 1981. Gerard van Wijk.[18]
- 1982. Hans van der Pennen[18]
- 1985. Niet uitgereikt.[19]
- 1986. Evelien van Veen[20]
- 1987. Ellen Vomberg[21]
- 1998. Tamara Ackermans (audiovisuele vormgeving)
- 2012. Joey Verberkt (beeldend kunst), Marylene Rutten (fotografe), Marjolein van Hal (kunstdocent)[22]